# كامبل مونرو
كامبل مونرو (22 يوليو 1899 في جنوب أفريقيا - 5 أكتوبر 1943) (بالإنجليزية: Campbell Munro)‏ هو لاعب كريكت جنوب أفريقي. لعب مع Eastern Province (cricket team) ‏ وFree State (cricket team) ‏.

## وصلات خارجية
- كامبل مونرو على موقع إي آس بي آن كريك إنفو (الإنجليزية)